# Лік (цар скіфів)
Лік (грец. Λύκος) (VI ст. до н. е.) — скіфський династ, за Геродотом син Спаргапейта та батько Гнура (Іст., IV, 76).
Переконливої етимології не запропоновано.

## Інші відомі на сьогодення згадки цього імені та історичні персони з даним ім'ям
- грец. "Λύ" — графіті на горловині амфори з поховання в кургані Солоха-1, яке датоване бл. 400/390 рр. до. н. е.[2]
- грец. "ΛYΚΟ" — графіті на дні срібного кіліку з поховання в кургані Солоха-1, яке датоване бл. 400/390 рр. до. н. е., і, можливо, є ім'ям власника цього сосуду — представника правлячої династії, похованного у цьому кургані.[3]
- грец. "ΛΥΚ" — штамп на боспорській керамічній плитці з Мірмекія, датованній ІІІ ст. до н. е.[4]
- грец. ΛΙΑΚΟ ΚΟΖΟΥΛΟ, палі liako kusuluko — Ліака Кузула (Кусулука), сатрап з роду Кшагарата (Зах. Сатрапи).[5]

## Лік в повідомлені Геродота (Історія, IV, 76)
Проте мені розповів Тімн (2), представник Аріапейта, що Анахарсій із боку батька був дядьком Ідантірса, скіфського царя (3), і сином Гнура, внука Спаргапейта і сина Ліка. Якщо таке було походження Анахарсія то його вбив його брат, бо Ідантірс був сином Савлія, а Савлій був тим, хто вбив Анахарсія.